# منتخب فيجي لكأس ديفيز
منتخب فيجي لكأس ديفيز (بالإنجليزية: Fiji Davis Cup team) هو ممثل فيجي الرسمي في كرة المضرب في كأس ديفيز.